# 墨西哥城地鐵5號線
墨西哥城地鐵5號線（西班牙語：Línea 5 del Metro de la Ciudad de México）是墨西哥城地鐵12條路線之一，以黃色標示，由城北運行至城東。